# Louis Buchalter
Louis Buchalter, född 12 februari 1897 i Lower East Side, New York, död 4 mars 1944 i elektriska stolen på Sing-Sing, amerikansk gangsterledare, även kallad Lepke, grundare av den yrkesmördarorganisation som populärt gick under namnet ”Murder, Inc.”.